# Belice en los Juegos Olímpicos de Atenas 2004
Belice estuvo representado en los Juegos Olímpicos de Atenas 2004 por dos deportistas, un hombre y una mujer, que compitieron en atletismo.
La portadora de la bandera en la ceremonia de apertura fue la atleta Emma Wade. El equipo olímpico beliceño no obtuvo ninguna medalla en estos Juegos.